# Liste de ponts de Norvège
Cette liste de ponts de Norvège a pour vocation de présenter une liste de ponts remarquables de Norvège, tant par leurs caractéristiques dimensionnelles, que par leur intérêt architectural ou historique.

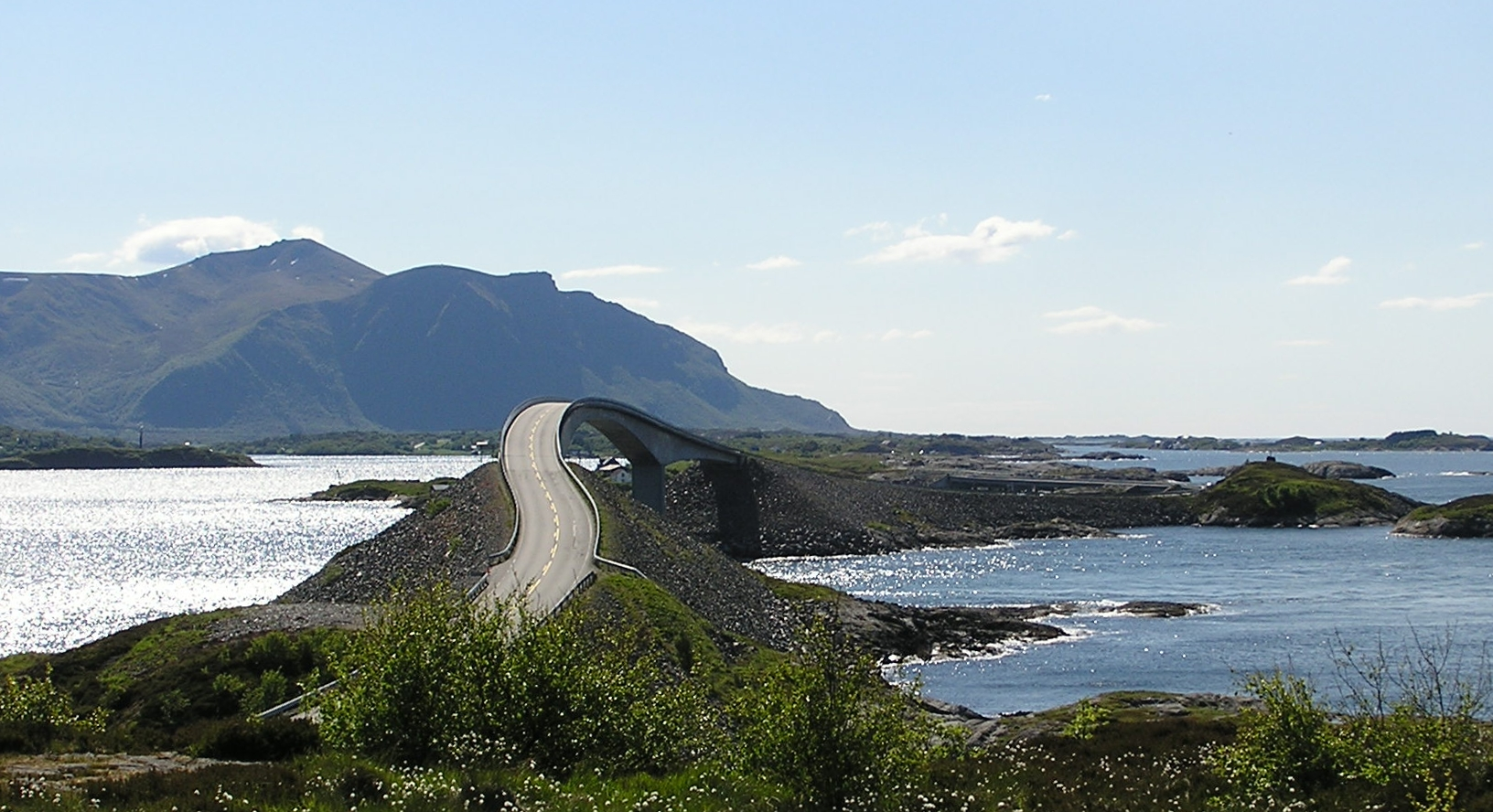
Le pont de Storseisundet sur la route de l'Atlantique.

La catégorie lien donne la classification de l'ouvrage parmi ceux présentés et propose un lien vers la fiche technique du pont sur le site Structurae, base de données et galerie internationale d'ouvrages d'art. La liste peut être triée selon les différentes entrées du tableau pour voir ainsi les ponts en arc ou les ouvrages les plus récents par exemple.
Les colonnes portée et longueur, exprimées en mètres indiquent respectivement la distance entre les pylônes de la travée principale et la longueur totale de l'ouvrage, viaducs d'accès compris.

## Ponts présentant un intérêt historique ou architectural
|  |    | Nom                        | Norvégien              | Distinction                                  | Long. | Type                                       | Voie portée Voie franchie         | Date | Localisation                               | Comté            | Ref.  |
|  | -- | -------------------------- | ---------------------- | -------------------------------------------- | ----- | ------------------------------------------ | --------------------------------- | ---- | ------------------------------------------ | ---------------- | ----- |
|  | 1  | Passerelle de l'Hinterland | Terland klopp          |                                              | 60    | Dalles de pierre                           | Pont piétonnier Gyaåna            | 1800 | Egersund 58° 33′ 54,5″ N, 6° 13′ 52″ E     | Rogaland         | 176   |
|  | 2  | Pont de Horndøla           | Horndøla bru           |                                              | 52    | Dalles de pierre 8 arches                  | Fylkesvei 60 Horndøla             | 1813 | Hornindal 61° 59′ 47,7″ N, 6° 34′ 02,9″ E  | Sogn og Fjordane |       |
|  | 3  | Pont de Lunde              | Lunde bru              | Portée : 21 mètres                           | 132   | Maçonnerie 1 arche segmentaire             | Fylkesvei 251 Etna                | 1829 | Etnedal 60° 51′ 57″ N, 9° 42′ 37,4″ E      | Oppland          | 234   |
|  | 4  | Løkke bro                  | Løkke bro              |                                              |       | Arc Fonte, tablier porté                   | Passerelle Sandvikselva           | 1829 | Sandvika 59° 53′ 34,1″ N, 10° 31′ 08,2″ E  | Akershus         |       |
|  | 5  | Bakke bru                  | Bakke bru              | Portée : 53 mètres                           |       | Suspendu À chaînes, pylônes maçonnerie     | Sira                              | 1844 | Flekkefjord 58° 24′ 49″ N, 6° 39′ 14,3″ E  | Vest-Agder       | 185   |
|  | 6  | Gamle Bybro                | Gamle Bybro            |                                              | 82    | Poutres Bois                               | Kannikestrete - Brubakken Nidelva | 1861 | Trondheim 63° 25′ 41,7″ N, 10° 24′ 03,8″ E | Sør-Trøndelag    | 140   |
|  | 7  | Pont de Jora               | Jora bru               | Portée : 54 mètres Hauteur libre : 58 mètres | 85    | Maçonnerie 1 arche principale segmentaire  | Ligne de Rauma Jora               | 1919 | Dombås 62° 05′ 34,7″ N, 9° 06′ 19,5″ E     | Oppland          |       |
|  | 8  | Pont de Stuguflåt          | Stuguflåtbrua          | Portée : 30 mètres                           | 54    | Maçonnerie 1 arche principale plein cintre | Ligne de Rauma Rauma              | 1922 | Lesja 62° 17′ 05,1″ N, 8° 08′ 14,8″ E      | Oppland          |       |
|  | 9  | Pont de Skodje             | Skodjestraumen bru     | Portée : 57 mètres                           |       | Maçonnerie 1 arche principale segmentaire  | Skodjestraumen                    | 1922 | Skodje 62° 30′ 09,2″ N, 6° 36′ 57,9″ E     | Møre og Romsdal  | 148   |
|  | 10 | Pont d'Eggestraumen        | Eggestraumen bru       | Portée : 40 mètres                           |       | Maçonnerie 1 arche principale segmentaire  | Eggestraumen                      | 1922 | Skodje 62° 30′ 06,1″ N, 6° 37′ 12,8″ E     | Møre og Romsdal  | 148   |
|  | 11 | Pont de Kylling            | Kylling bru            | Portée : 42 mètres Hauteur libre : 59 mètres | 76    | Maçonnerie 1 arche principale plein cintre | Ligne de Rauma Rauma              | 1924 | Verma 62° 20′ 17,6″ N, 8° 03′ 32,5″ E      | Møre og Romsdal  |       |
|  | 12 | Pont de Léonard            | Leonardo da Vinci brua | Pont imaginé par Léonard de Vinci en 1502    | 109   | Arc Lamellé collé                          | Pont piétonnier Europavei 10      | 2001 | Ås 59° 43′ 08,1″ N, 10° 47′ 03,6″ E        | Akershus         | [ 1 ] |
|  | 13 | Ypsilon                    | Ypsilon                |                                              |       | Haubané Monopylône                         | Passerelle Drammenselva           | 2008 | Drammen 59° 44′ 39,5″ N, 10° 11′ 42,7″ E   | Buskerud         |       |

## Grands ponts
Ce tableau présente les ouvrages ayant des portées supérieures à 100 mètres ou une longueur totale de plus de 1 000 mètres (liste non exhaustive).
|                 |    | Nom                               | Norvégien               | Portée   | Long. | Type                                                                                             | Voie portée Voie franchie                                              | Date      | Localisation                                                     | Comté                      | Ref.     |
| --------------- | -- | --------------------------------- | ----------------------- | -------- | ----- | ------------------------------------------------------------------------------------------------ | ---------------------------------------------------------------------- | --------- | ---------------------------------------------------------------- | -------------------------- | -------- |
|                 | 1  | Pont d'Hardanger                  | Hardangerbrua           | 1310     | 1373  | Suspendu Tablier caisson acier, pylônes béton                                                    | Hardangerfjord                                                         | 2013      | Bruravik - Brimnes 60° 28′ 42,9″ N, 6° 49′ 47,2″ E               | Hordaland                  | ,        |
|                 |    | Pont d'Hålogaland en construction | Askøybrua               | 1145     | 1533  | Suspendu Tablier caisson acier, pylônes béton                                                    | Europavei 6 Rombaksfjord                                               | 2016      | Narvik - Øyjord 68° 27′ 33″ N, 17° 28′ 41″ E                     | Nordland                   | [ 3 ]    |
|                 | 2  | Pont d'Askøy                      | Askøybrua               | 850      | 1057  | Suspendu Tablier caisson acier, pylônes béton                                                    | Fylkesvei 562 Byfjorden                                                | 1992      | Bergen - Askøy 60° 23′ 43,6″ N, 5° 12′ 54,8″ E                   | Hordaland                  | [ A 2 ]  |
|                 | 3  | Pont de Stord                     | Stordabrua              | 677      | 1077  | Suspendu Tablier caisson acier, pylônes béton                                                    | Europavei 39 Digernessundet                                            | 2000      | Stord - Føyno 59° 44′ 53″ N, 5° 24′ 10,6″ E                      | Hordaland                  | [ A 3 ]  |
|                 | 4  | Pont de Gjemnessund               | Gjemnessundbrua         | 623      | 1257  | Suspendu Tablier caisson acier, pylônes béton                                                    | Europavei 39 Kristiansund Mainland Connection Gjemnessundet            | 1992      | Gjemnes - Bergsøya 62° 58′ 17″ N, 7° 46′ 47″ E                   | Møre og Romsdal            |          |
|                 | 5  | Pont d’Osterøy                    | Osterøybrua             | 595      | 917   | Suspendu Tablier caisson acier, pylônes béton                                                    | Fylkesvei 566 Sørfjorden                                               | 1997      | Osterøy - Bergen 60° 25′ 33,4″ N, 5° 32′ 09,5″ E                 | Hordaland                  |          |
|                 | 6  | Pont de Bømla                     | Bømlabrua               | 577      | 998   | Suspendu Tablier caisson acier, pylônes béton                                                    | Fylkesvei 542 Spissøysundet                                            | 2000      | Nautøy - Spissøy 59° 44′ 13,5″ N, 5° 22′ 37,2″ E                 | Hordaland                  | [ A 4 ]  |
|                 | 7  | Pont Skarnsund                    | Skarnsundet bru         | 530      | 1010  | Haubané Tablier caisson acier, pylônes béton                                                     | Fylkesvei 755 Skarnsundet                                              | 1991      | Inderøy - Mosvik 63° 50′ 35,8″ N, 11° 04′ 32,2″ E                | Nord-Trøndelag             | 136      |
|                 | 8  | Pont de Skjomen                   | Skjomen bru             | 525      | 711   | Suspendu Tablier treillis acier, pylônes béton                                                   | Europavei 6 Skjomen                                                    | 1972      | Narvik 68° 22′ 15,4″ N, 17° 14′ 27,5″ E                          | Nordland                   |          |
|                 | 9  | Pont de Kvalsund                  | Kvalsundbrua            | 525      | 741   | Suspendu Tablier treillis acier, pylônes béton                                                   | Europavei 94 Kvalsundet                                                | 1977      | Kvalsund 70° 30′ 45,3″ N, 23° 57′ 05,6″ E                        | Finnmark                   |          |
|                 |    | Pont du Dalsfjorden               | Dalsfjordbrua           | 523      | 619   | Suspendu Tablier caisson acier, pylônes béton                                                    | Dalsfjorden                                                            | 2013      | Dale - Askvoll 61° 22′ 26,4″ N, 5° 23′ 47″ E                     | Sogn og Fjordane           | [ 4 ]    |
|                 | 10 | Pont Sotra                        | Sotrabrua               | 468      | 1236  | Suspendu Tablier treillis acier, pylônes béton                                                   | Riksvei 555 Knarreviksundet                                            | 1971      | Litlesotra - Drotningsvik 60° 22′ 21,3″ N, 5° 09′ 56,4″ E        | Hordaland                  |          |
|                 | 11 | Pont de Lysefjord                 | Lysefjordbrua           | 446      | 640   | Suspendu Tablier caisson acier, pylônes béton                                                    | Fylkesvei 491 Lysefjord                                                | 1997      | Forsand 58° 55′ 26,1″ N, 6° 05′ 53,4″ E                          | Rogaland                   | [ A 5 ]  |
|                 | 12 | Pont de Helgeland                 | Helgelandsbrua          | 425      | 1065  | Haubané Tablier dalle béton, pylônes béton 177+425+177                                           | Fylkesvei 17 Leirfjorden                                               | 1991      | Sandnessjøen - Leirfjord 66° 02′ 16,9″ N, 12° 43′ 11,9″ E        | Nordland                   | [ A 6 ]  |
|                 | 13 | Vieux pont de Varodd              | Gamle Varoddbrua        | 337      | 618   | Suspendu Tablier treillis acier, pylônes béton                                                   | Europavei 18 Topdalsfjorden                                            | 1956      | Kristiansand 58° 09′ 39,9″ N, 8° 03′ 23,6″ E                     | Vest-Agder                 |          |
|                 | 14 | Pont sur le fjord de Feda         | Fedafjorden bru         | 331      | 566   | Suspendu Tablier caisson acier, pylônes béton                                                    | Europavei 39 Fedafjorden                                               | 2006      | Feda 58° 15′ 40,3″ N, 6° 50′ 44,3″ E                             | Vest-Agder                 |          |
|                 | 15 | Pont de Rombak                    | Rombaksbrua             | 325      | 765   | Suspendu Tablier treillis acier, pylônes béton                                                   | Europavei 6 Rombaken                                                   | 1964      | Narvik 68° 26′ 29″ N, 17° 42′ 19″ E                              | Nordland                   |          |
|                 | 16 | Pont de Nærøysund                 | Nærøysund bru           | 325      | 701   | Suspendu Tablier treillis acier, pylônes béton                                                   | Fylkesvei 770 Nærøysundet                                              | 1981      | Rørvik - Marøya 64° 51′ 01,4″ N, 11° 13′ 01,5″ E                 | Nord-Trøndelag             |          |
|                 | 17 | Pont de Grenland                  | Grenlandsbrua           | 305      | 608   | Haubané Monopylône, tablier dalle béton, pylône béton 305+67                                     | Europavei 18 Frierfjord                                                | 1996      | Porsgrunn - Bamble 59° 03′ 11,2″ N, 9° 40′ 31,2″ E               | Telemark                   | [ A 7 ]  |
|                 | 18 | Pont de Stolma                    | Stolmabrua              | 301      | 467   | Poutre-caisson Béton précontraint                                                                | Fylkesvei 153 Stolmasundet                                             | 1998      | Île de Stolmen - Île de Selbjørn 60° 07′ 59,3″ N, 5° 06′ 37,7″ E | Hordaland                  |          |
|                 | 19 | Pont de Raftsund                  | Raftsundbrua            | 298      | 711   | Poutre-caisson Béton précontraint 125+298+202+86                                                 | Europavei 10 Raftsund                                                  | 1998      | Hinnøya - Austvågøy 68° 27′ 26,1″ N, 15° 11′ 35,5″ E             | Nordland                   | [ A 8 ]  |
|                 | 20 | Pont de Sundøy                    | Sundøybrua              | 298      | 538   | Poutre-caisson Béton précontraint 120+298+120                                                    | Fylkesvei 220                                                          | 2003      | Île d'Alsten - Sundøya 66° 01′ 16,8″ N, 12° 56′ 03,1″ E          | Nordland                   | [ A 9 ]  |
|                 | 21 | Pont de Tjeldsund                 | Tjeldsundbrua           | 290      | 1007  | Suspendu Tablier treillis acier, pylônes béton                                                   | Europavei 10 Tjeldsundet                                               | 1967      | Hinnøya 68° 37′ 41″ N, 16° 34′ 58,4″ E                           | Troms                      |          |
|                 | 22 | Pont de Brevik                    | Breviksbrua             | 272      | 677   | Suspendu Tablier treillis acier, pylônes béton                                                   | Fylkesvei 354 Frierfjord                                               | 1962      | Brevik - Stathelle 59° 02′ 57,1″ N, 9° 41′ 38,1″ E               | Telemark                   | 55       |
|                 | 23 | Pont de Kjellingstraumen          | Kjellingstraumen bru    | 260      | 662   | Suspendu Tablier treillis acier, pylônes béton                                                   | Fylkesvei 17 Kjellingsundet                                            | 1975      | Kjøpstad 67° 04′ 42″ N, 14° 18′ 08,1″ E                          | Nordland                   |          |
|                 | 24 | Nouveau pont de Varodd            | Nye Varoddbrua          | 260      | 663   | Poutre-caisson Béton précontraint                                                                | Europavei 18 Topdalsfjorden                                            | 1994      | Kristiansand 58° 09′ 40,7″ N, 8° 03′ 25,5″ E                     | Vest-Agder                 |          |
|                 | 25 | Pont de Hagelsund                 | Hagelsundbrua           | 250      | 623   | Suspendu Tablier treillis acier, pylônes béton                                                   | Europavei 39 Hagelsundfjorden                                          | 1982      | Flatøy - Knarvik 60° 32′ 36,4″ N, 5° 16′ 22,3″ E                 | Hordaland                  |          |
|                 | 26 | Pont de Svinesund                 | Nye Svinesundsbrua      | 247      | 704   | Arc Béton, tablier intermédiaire acier                                                           | Europavei 6 Svinesund                                                  | 2005      | Halden - Strömstad 59° 05′ 39,4″ N, 11° 15′ 06,6″ E              | Østfold Suède              | [ A 10 ] |
|                 | 27 | Pont de Tromøy                    | Tromøybrua              | 240      | 400   | Suspendu Tablier treillis acier, pylônes béton                                                   | Fylkesvei 409 Tromøysundet                                             | 1961      | Arendal 58° 28′ 16,4″ N, 8° 49′ 23,2″ E                          | Aust-Agder                 |          |
| Image manquante | 28 | Pont de Hundvåkøy                 | Hundvåkøybrua           | 233      | 460   | Poutre-caisson Béton précontraint                                                                | Fylkesvei 546                                                          | 2007      | Austevoll 60° 06′ 02,7″ N, 5° 10′ 55,1″ E                        | Hordaland                  |          |
| Image manquante | 29 | Pont du Norddalsfjord             | Norddalsfjordbrua       | 231      | 401   | Poutre-caisson Béton précontraint                                                                | Fylkesvei 614 Norddalsfjorden                                          | 1987      | Flora 61° 37′ 58,3″ N, 5° 20′ 03,5″ E                            | Sogn og Fjordane           | [ A 11 ] |
|                 | 30 | Pont de Fyksesund                 | Fyksesundbrua           | 230      | 344   | Suspendu Tablier treillis acier, pylônes béton                                                   | Fylkesvei 7 Fyksesund                                                  | 1937      | Øystese - Ålvik 60° 24′ 00,8″ N, 6° 15′ 40,3″ E                  | Hordaland                  |          |
| Image manquante | 31 | Pont de Lokkaren                  | Lokkaren bru            | 225      | 435   | Suspendu Tablier treillis acier, pylônes béton                                                   | Fylkesvei 767 Lokkarsundet                                             | 1977      | Namsos 64° 30′ 25,7″ N, 11° 26′ 34,4″ E                          | Nord-Trøndelag             |          |
|                 | 32 | Pont de Folda                     | Folda bru               | 225      | 336   | Suspendu Tablier treillis acier, pylônes béton                                                   | Riksvei 17 Foldereidsundet                                             |           | Foldereid 64° 57′ 17,6″ N, 12° 11′ 01,6″ E                       | Nord-Trøndelag             |          |
|                 | 33 | Pont de Støvset                   | Støvset bru             | 220      | 420   | Poutre-caisson Béton précontraint                                                                | Fylkesvei 812 Misværfjorden                                            | 1993      | Bodø 67° 12′ 14″ N, 14° 57′ 54″ E                                | Nordland                   |          |
| Image manquante | 34 | Pont de Brandangersundet          | Brandangersundet bru    | 220      | 285   | Arc Acier, tablier suspendu, suspentes croisées Pont bow-string                                  | Fylkesvei 409 Brandangersundet                                         | 2010      | Gulen 60° 53′ 53,4″ N, 5° 01′ 32,5″ E                            | Sogn og Fjordane           |          |
|                 | 35 | Pont de Stokkøy                   | Stokkøybrua             | 206      | 525   | Poutre-caisson Béton précontraint                                                                | Fylkesvei 723 Stokksundet                                              | 2000      | Åfjord 64° 02′ 50,8″ N, 10° 02′ 29,9″ E                          | Sør-Trøndelag              |          |
|                 | 36 | Pont de Kjerringstraumen          | Kjerringstraumen bru    | 200      | 551   | Suspendu Monopylône, tablier treillis acier, pylône béton                                        | Europavei 6 Kjerringstraumen                                           | 1969      | Ballangen - Efjorden (en) 68° 17′ 48,9″ N, 16° 30′ 11,4″ E       | Nordland                   | 125      |
|                 | 37 | Pont de Fredrikstad               | Fredrikstadbrua         | 196      | 824   | Arc Acier, tablier intermédiaire                                                                 | Riksvei 110 Glomma                                                     | 1957      | Fredrikstad 59° 12′ 37,9″ N, 10° 57′ 35,4″ E                     | Østfold                    | 268      |
|                 | 38 | Ancien pont de Tana               | Tana bru                | 194      | 220   | Suspendu Tablier poutres acier, pylônes acier                                                    | Europavei 6 Europavei 75 Tana                                          | 1948      | Tana Bru 70° 11′ 56,9″ N, 28° 11′ 55,2″ E                        | Comté de Finnmark          |          |
|                 | 39 | Pont de Stavanger City            | Stavanger bybru         | 185      | 1067  | Haubané Monopylône, tablier caisson béton, pylônes béton                                         | Fylkesvei 435 Strømsteinsundet                                         | 1978      | Stavanger 58° 58′ 26,8″ N, 5° 44′ 51,4″ E                        | Rogaland                   | 181      |
|                 | 40 | Pont de Mjøsund                   | Mjøsundbrua             | 185      | 840   | Poutre-caisson Béton précontraint                                                                | Fylkesvei 848 Mjøsundet                                                |           | Ibestad - Salangen 68° 53′ 29,2″ N, 17° 27′ 46,6″ E              | Troms                      |          |
|                 | 41 | Pont de Krossnessundet            | Krossnessundet bru      | 175      | 391   | Poutre-caisson Béton précontraint                                                                | Fylkesvei 564 Krossnessundet                                           | 1978      | Holsnøy - Flatøy 60° 31′ 48,1″ N, 5° 15′ 04,4″ E                 | Hordaland                  |          |
|                 | 42 | Pont de Nordhordland              | Nordhordlandsbrua       | 172      | 1614  | Haubané Monopylône, tablier dalle béton, pylône béton Pont flottant (viaduc d'accès) 172+22+6x28 | Europavei 39 Salhusfjorden                                             | 1994      | Bergen - Meland 60° 31′ 14,1″ N, 5° 16′ 19,1″ E                  | Hordaland                  | [ A 12 ] |
| Image manquante | 43 | Pont de Storholmen                | Storholmenbrua          | 172      | 439   | Poutre-caisson Béton précontraint                                                                | Fylkesvei 546                                                          | 2007      | Austevoll - Storebø 60° 06′ 03,5″ N, 5° 12′ 09″ E                | Hordaland                  |          |
|                 | 44 | Pont de Vrengen                   | Vrengenbrua             | 171      | 465   | Poutre-caisson Béton précontraint                                                                | Fylkesvei 308 Vrengen                                                  | 1981      | Nøtterøy - Tjøme 59° 10′ 01,5″ N, 10° 23′ 09,4″ E                | Vestfold                   |          |
|                 | 45 | Pont d'Herøy                      | Herøybrua               | 170      | 544   | Poutre-caisson Béton précontraint                                                                | Fylkesvei 654 Røyrasundet                                              | 1976      | Herøy 62° 19′ 11,4″ N, 5° 43′ 14,3″ E                            | Møre og Romsdal            |          |
|                 | 46 | Pont de Rongsund                  | Rongesundet bru         | 163      | 584   | Poutre-caisson Béton précontraint                                                                | Fylkesvei 561 Rongesundet                                              | 1986      | Øygarden 60° 29′ 48,2″ N, 4° 55′ 52,1″ E                         | Hordaland                  |          |
|                 | 47 | Pont du Saltstraumen              | Saltstraumen bru        | 160      | 768   | Poutre-caisson Béton précontraint                                                                | Fylkesvei 17 Saltstraumen                                              | 1978      | Bodø 67° 13′ 52,6″ N, 14° 36′ 49″ E                              | Nordland                   | 128      |
| Image manquante | 48 | Pont de Vassås                    | Vassåsbrua              | 160      | 400   | Poutre-caisson Béton précontraint                                                                | Fylkesvei 1 Fjord d'Osan                                               | 1980      | Terråk 65° 05′ 30,5″ N, 12° 24′ 14,6″ E                          | Nordland                   |          |
|                 | 49 | Vieux pont de Svinesund           | Gamle Svinesundsbrua    | 155      | 420   | Arc Béton, tablier porté                                                                         | Fylkesvei 118 Svinesund                                                | 1946      | Halden - Strömstad 59° 05′ 51,6″ N, 11° 16′ 14,3″ E              | Østfold Suède              | 97       |
|                 | 50 | Pont de Sami                      | Samelandsbrua           | 155      | 316   | Haubané Tablier poutres acier, pylônes acier                                                     | Riksvei 4 Europavei 75 Tana                                            | 1993      | Tana - Utsjoki 69° 54′ 38,9″ N, 27° 01′ 53,6″ E                  | Comté de Finnmark Finlande |          |
|                 | 51 | Pont de Karmsund                  | Karmsundbrua            | 150      | 691   | Arc Acier, tablier intermédiaire                                                                 | Riksvei 47 Karmsund                                                    | 1955      | Haugesund - Karmøy 59° 22′ 31,3″ N, 5° 17′ 45,2″ E               | Rogaland                   |          |
|                 | 52 | Pont du Puddefjord                | Puddefjordsbroen        | 150      | 461   | Arc Béton, tablier porté                                                                         | Riksvei 555 Damsgårdssundet                                            | 1956 1999 | Bergen 60° 23′ 01,1″ N, 5° 18′ 59,8″ E                           | Hordaland                  |          |
|                 | 53 | Pont de Sandnessund               | Sandnessundbrua         | 150      | 1220  | Poutre-caisson Béton précontraint                                                                | Fylkesvei 862 Sandnessundet                                            | 1973      | Kvaløya 69° 41′ 29,5″ N, 18° 54′ 04,5″ E                         | Troms                      |          |
|                 | 54 | Pont de Sortland                  | Sortlandsbrua           | 150      | 948   | Poutre-caisson Béton précontraint                                                                | Fylkesvei 82 Riksvei 85 Sortlandssundet                                | 1975      | Sortland - Strand 68° 42′ 24,2″ N, 15° 25′ 42,6″ E               | Nordland                   |          |
|                 | 55 | Pont de Hadsel                    | Hadselbrua              | 150      | 1011  | Poutre-caisson Béton précontraint                                                                | Fylkesvei 82 Langøysundet                                              | 1978      | Langøya - Børøya 68° 34′ 36,9″ N, 14° 59′ 57,3″ E                | Nordland                   |          |
|                 | 56 | Pont de Henningsvær               | Henningsvær bru         | 150      | 257   | Poutre-caisson Béton précontraint                                                                | Fylkesvei 816 Mer de Norvège                                           | 1983      | Henningsvær - Austvågøya 68° 09′ 33,6″ N, 14° 12′ 49,7″ E        | Nordland                   |          |
|                 | 57 | Pont de Gimsøystraumen            | Gimsøystraumen bru      | 148      | 839   | Poutre-caisson Béton précontraint                                                                | Europavei 10 Gimsøystraumen                                            | 1981      | Austvågøya - Gimsøy 68° 15′ 46,3″ N, 14° 15′ 11,2″ E             | Nordland                   |          |
|                 | 58 | Pont de Straumsund                | Straumsundbrua          | 146      | 412   | Poutre-caisson Béton précontraint                                                                | Riksvei 70 Europavei 39 Straumsundet                                   | 1991      | Aspøya - Tingvoll 63° 00′ 44,5″ N, 7° 59′ 09,9″ E                | Møre og Romsdal            |          |
|                 | 59 | Pont de Gisund                    | Gisundbrua              | 143      | 1147  | Poutre-caisson Béton précontraint                                                                | Fylkesvei 862 Gisundet                                                 | 1972      | Finnsnes - Silsand 69° 14′ 31,7″ N, 17° 58′ 01,1″ E              | Troms                      |          |
|                 | 60 | Pont de Sannesund                 | Sannesundbrua           | 139      | 1528  | Poutre-caisson Béton précontraint                                                                | Europavei 6 Glomma                                                     | 1978      | Sarpsborg 59° 16′ 14″ N, 11° 05′ 43,8″ E                         | Østfold                    |          |
|                 | 61 | Pont sur l'Åkviksundet            | Åkviksundet bru         | 135      | 285   | Poutre-caisson Béton précontraint                                                                | Riksvei 828 Åkviksundet                                                | 1989      | Dønna - Staulen 66° 01′ 37,9″ N, 12° 17′ 49,2″ E                 | Nordland                   |          |
|                 | 62 | Pont d'Eiksund                    | Eiksundbrua             | 132      | 405   | Poutre-caisson Béton précontraint                                                                | Fylkesvei 653                                                          | 2008      | Hareidlandet - Île d'Eika 62° 14′ 53,3″ N, 5° 53′ 46,2″ E        | Møre og Romsdal            | [ A 13 ] |
|                 | 63 | Pont de Storseisundet             | Storseisundetbrua       | 130      | 260   | Poutre-caisson Béton précontraint                                                                | Route de l'Atlantique Storseisund                                      | 1989      | Eide - Averøy 63° 01′ 00,3″ N, 7° 21′ 14,9″ E                    | Møre og Romsdal            |          |
| Image manquante | 64 | Pont de Tjønnøy                   | Tjønnøybrua             | 130      | 270   | Poutre-caisson Béton précontraint 75+130+65                                                      | Fylkesvei 251 Reksundet                                                | 2003      | Tjønnøya - Langøya 63° 04′ 09,7″ N, 7° 29′ 31,8″ E               | Møre og Romsdal            | [ A 14 ] |
|                 | 65 | Pont ferroviaire d'Hølendalen     | Hølendalen Jernbanebrua | 128 (x2) | 416   | Poutre-caisson Béton précontraint                                                                | Østfoldbanen                                                           | 1995      | Hølen 59° 32′ 21,3″ N, 10° 43′ 38,2″ E                           | Akershus                   | 263      |
|                 | 66 | Ponts d'Hølendalen                | Hølendalen bruer        | 128 (x2) | 416   | Poutre-caisson Béton précontraint                                                                | Europavei 6                                                            | 1996      | Hølen 59° 32′ 20,4″ N, 10° 43′ 36″ E                             | Akershus                   | 263      |
|                 | 67 | Pont de Måløy                     | Måløybrua               | 125      | 1224  | Poutre-caisson Béton précontraint                                                                | Europavei 15 Måløystraumen                                             | 1973      | Måløy 61° 55′ 45,1″ N, 5° 07′ 22,4″ E                            | Sogn og Fjordane           |          |
| Image manquante | 68 | Pont d'Engøysundet                | Engøysundet bru         | 122      | 194   | Poutre-caisson Béton précontraint                                                                | Fylkesvei 816 Mer de Norvège                                           | 1983      | Henningsvær - Austvågøya 68° 10′ 05″ N, 14° 13′ 15,2″ E          | Nordland                   |          |
| Image manquante | 69 | Pont de Marøysund                 | Marøybrua               | 120      | 590   | Poutre-caisson Béton précontraint                                                                | Fylkesvei 770 Marøysundet                                              | 1978      | Nærøy 59° 32′ 20,4″ N, 10° 43′ 36″ E                             | Nord-Trøndelag             |          |
|                 | 70 | Pont de Sommarøy                  | Sommarøybrua            | 120      | 522   | Poutre-caisson Béton précontraint                                                                | Fylkesvei 55 Sommarøysundet                                            |           | Sommarøy - Kvaløya 69° 37′ 24,9″ N, 18° 02′ 43,8″ E              | Troms                      |          |
|                 | 71 | Pont de Sørstraumen               | Sørstraumen bru         | 120      | 440   | Poutre-caisson Béton précontraint                                                                | Europavei 6 Sørstraumen                                                |           | Kvænangen 69° 50′ 25″ N, 21° 53′ 05″ E                           | Troms                      |          |
|                 | 72 | Pont d'Engøy                      | Engøybrua               | 120      | 388   | Arc Béton, tablier porté                                                                         | Fylkesvei 435 Engøysundet                                              |           | Stavanger 58° 58′ 49″ N, 5° 44′ 44″ E                            | Rogaland                   |          |
|                 | 73 | Pont d’Andøy                      | Andøybrua               | 110      | 750   | Poutre-caisson Béton précontraint                                                                | Fylkesvei 82 Risøysundet                                               | 1974      | Andøya - Hinnøya 68° 57′ 52,3″ N, 15° 38′ 24,2″ E                | Nordland                   |          |
|                 | 74 | Pont d’Engeløy                    | Engeløybrua             | 110      | 548   | Poutre-caisson Béton précontraint                                                                | Fylkesvei 835 Bogøysundet                                              | 1978      | Engeløya - Steigen 67° 54′ 16,4″ N, 15° 10′ 51,2″ E              | Nordland                   |          |
|                 | 75 | Pont de Brønnøysund               | Brønnøysundbrua         | 110      | 550   | Poutre-caisson Béton précontraint                                                                | Fylkesvei 542                                                          | 1979      | Brønnøysund 65° 27′ 54,6″ N, 12° 11′ 23,6″ E                     | Nordland                   |          |
|                 | 76 | Pont de Bergsøysund               | Bergsøysundbrua         | 106      | 931   | Treillis Acier Pont flottant                                                                     | Riksvei 70 Europavei 39 Kristiansund Mainland Connection Bergsøysundet | 1992      | Aspøya - Bergsøya 62° 59′ 13,2″ N, 7° 52′ 26,7″ E                | Møre og Romsdal            | 153      |
|                 | 77 | Vieux pont de Minnesund           | Gamle Minnesundbrua     | 102      | 598   | Arc Acier, tablier porté                                                                         | Fylkesvei 177 Minnesundet                                              | 1959      | Minnesund - Langset 60° 23′ 54,3″ N, 11° 13′ 59,7″ E             | Akershus                   | 89       |
|                 | 78 | Pont de Sørsundbrua               | Sørsundbrua             | 100      | 408   | Poutre-caisson Béton précontraint                                                                | Fylkesvei 420 Sørsundet                                                | 1963      | Kristiansund 63° 06′ 22,4″ N, 7° 43′ 29,4″ E                     | Møre og Romsdal            |          |
|                 | 79 | Pont de Tromsø                    | Tromsøbrua              | 80       | 1016  | Poutre-caisson Béton précontraint                                                                | Fylkesvei 862 Tromsøysundet                                            | 1960      | Tromsø 69° 39′ 03,9″ N, 18° 58′ 43,8″ E                          | Troms                      | 113      |
|                 | 80 | Pont de Mjøsa                     | Mjøsbrua                | 69       | 1421  | Poutre-caisson Béton précontraint                                                                | Europavei 6 Mjøsa                                                      | 1985      | Moelv - Biri 60° 55′ 42″ N, 10° 40′ 10″ E                        | Hedmark Oppland            |          |
|                 | 81 | Pont de Drammen                   | Drammensbrua            | 60       | 1892  | Poutre-caisson Béton précontraint                                                                | Europavei 18 Drammenselva                                              | 1975      | Drammen 59° 44′ 15,3″ N, 10° 13′ 13,8″ E                         | Buskerud                   | [ A 15 ] |
|                 | 82 | Pont de Risøy                     | Risøybrua               |          | 410   | Arc Tablier porté                                                                                | Garpeskjærvegen - Skippergata Smedasundet                              | 1939      | Haugesund 59° 24′ 37,6″ N, 5° 16′ 09,5″ E                        | Rogaland                   |          |
|                 | 83 | Pont sur le Boknasund             | Boknasundbrua           |          | 385   | Poutre-caisson Béton précontraint                                                                | Europavei 39 Boknasundet                                               | 1991      | Vestre Bokn - Austre Bokn 59° 13′ 22,6″ N, 5° 27′ 31,9″ E        | Rogaland                   |          |
|                 | 84 | Pont sur l'Aursund                | Aursundbrua             |          | 486   | Poutre-caisson Béton précontraint                                                                | Fylkesvei 680 Aursundet                                                | 1995      | Aure - Ruøya 63° 16′ 24,9″ N, 8° 29′ 58,1″ E                     | Møre og Romsdal            |          |